# Морска битка при Аморгос
Морската битка при Аморгос (на гръцки: Αμoργός, Amorgós) е проведена през лятото 322 пр.н.е. при егейския остров Аморгос, между македонците и Атина, която решава Ламийската война и прекратява морската сила на Атина.
Македонците с командир адмирал Клит Мъдрия (с 240 кораба) побеждават гърците (с 170 кораба) с командир Euetion.